# 莫氏軸光魚
莫氏軸光魚（学名：Pollichthys mauli）为輻鰭魚綱巨口鱼目光器鱼科的其中一種。分布於大西洋及太平洋海域，屬深海魚類，棲息深度100-600公尺，體長可達6公分，以小型甲殼類為食。